# تيد دوناتو
تيد دوناتو (بالإنجليزية: Ted Donato)‏ هو لاعب هوكي الجليد أمريكي، ولد في 28 أبريل 1969 في بوسطن في الولايات المتحدة.

## وصلات خارجية
- تيد دوناتو على موقع دوري الهوكي الوطني (الإنجليزية)
- تيد دوناتو على موقع قاعة مشاهير الهوكي (لاعب أن.إتش.أل) (الإنجليزية)
- تيد دوناتو على موقع EliteProspects.com (الإنجليزية)
- تيد دوناتو على موقع HockeyDB.com (الإنجليزية)
- تيد دوناتو على موقع Hockey-Reference.com (الإنجليزية)
- تيد دوناتو على موقع أوليمبيديا (الإنجليزية)